# Maculinea macromelanica
Maculinea macromelanica är en fjärilsart som beskrevs av Ruggero Verity 1946. Maculinea macromelanica ingår i släktet Maculinea och familjen juvelvingar. Inga underarter finns listade i Catalogue of Life.